# Rosier des Alpes
Rosa pendulina
Espèce
Classification APG III (2009)
Statut de conservation UICN

 LC  : Préoccupation mineure

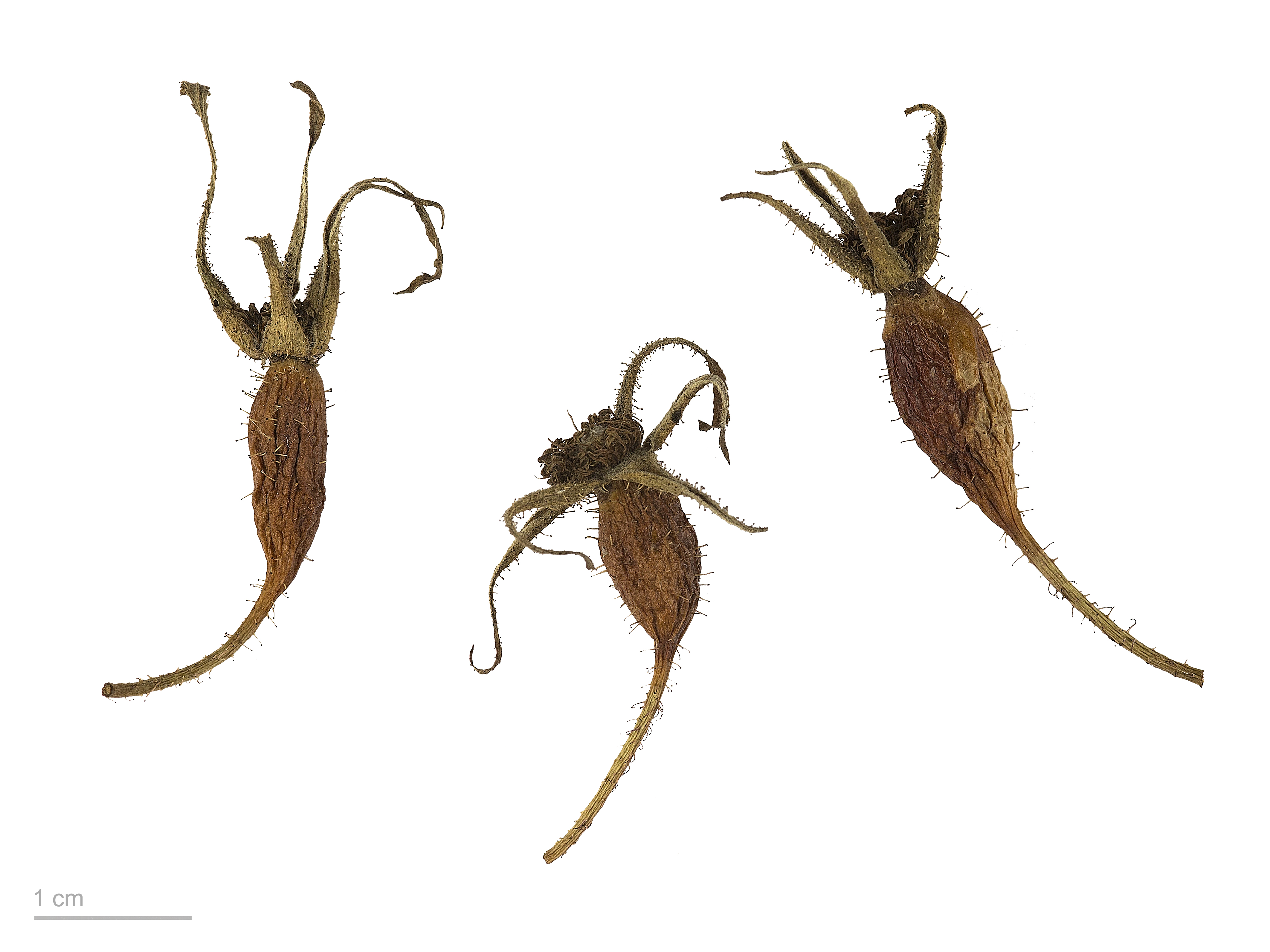
Rosa pendulina - Muséum de Toulouse

Le rosier des Alpes, également appelé « églantier à fruits pendants », « églantier des Alpes » ou  « rosier sans épines » (Rosa pendulina L.), est une espèce de plantes à fleurs de la famille des Rosaceae et du genre Rosa. C'est un rosier classé dans la section des Cinnamomeae. C'est un arbrisseau originaire d'Europe centrale et méridionale.

## Synonymes
- Rosa alpina L.,
- Rosa malyi A. Kern.,
- Rosa pendula Roth,
- Rosa pyrenaica Gouan.

## Description
Ce rosier se reconnaît normalement à sa quasi-absence d’épines et à ses fruits pendants.
- Forme : tige de 50 cm à 2 m de haut.
- Aiguillons : généralement aucun au-dessus de la base de la tige, parfois quelques-uns sont sétacés et alternes sous les fleurs[1].
- Feuilles : composées de nombreuses folioles ovales (7 à 11) à bords dentés.
- Fleurs : grandes, solitaires sur des pédoncules plus ou moins velus qui se recourbent à la fin de la floraison. Les fleurs ont 5 pétales de couleur variant du rouge carmin au rose pourpre.
- Floraison : de juin à août.
- Habitat : bois clairs, landes et pâturages rocailleux.
- Altitude : entre 500 et 2 600 m.

## Cultivars
- Rosa pendulina 'Pyrenaica', aux fleurs rose foncé, aux fruits très rouges, qui drageonne beaucoup ; utilisée pour les rocailles,
- Rosa pendulina 'Inernis',
- Rosa pendulina, à fleurs doubles,
- Rosa pendulina var.oxyodon ou Rosa oxyodon Boiss., trouvée au Caucase et introduite en Europe en 1904,
- Rosa pendulina f. hæmatodes Crep. ou Rosa oxyodon f. hæmatodes Crep., introduite en 1864 du Caucase,
- Rosa ×spinulifolia Dematra (Rosa pendulina × Rosa tomentosa)[2].